# Meigetsu-in
Fugenzan Meigetsu-in (福源山明月院?) è un tempio Zen Rinzai della scuola Kenchō-ji di Kita-Kamakura, Kanagawa, in Giappone. Famoso per le sue ortensie, è anche conosciuto come Il Tempio delle Ortensie (ajisai-dera). L'oggetto di culto è la dea Shō Kannon (聖観音).

## Storia

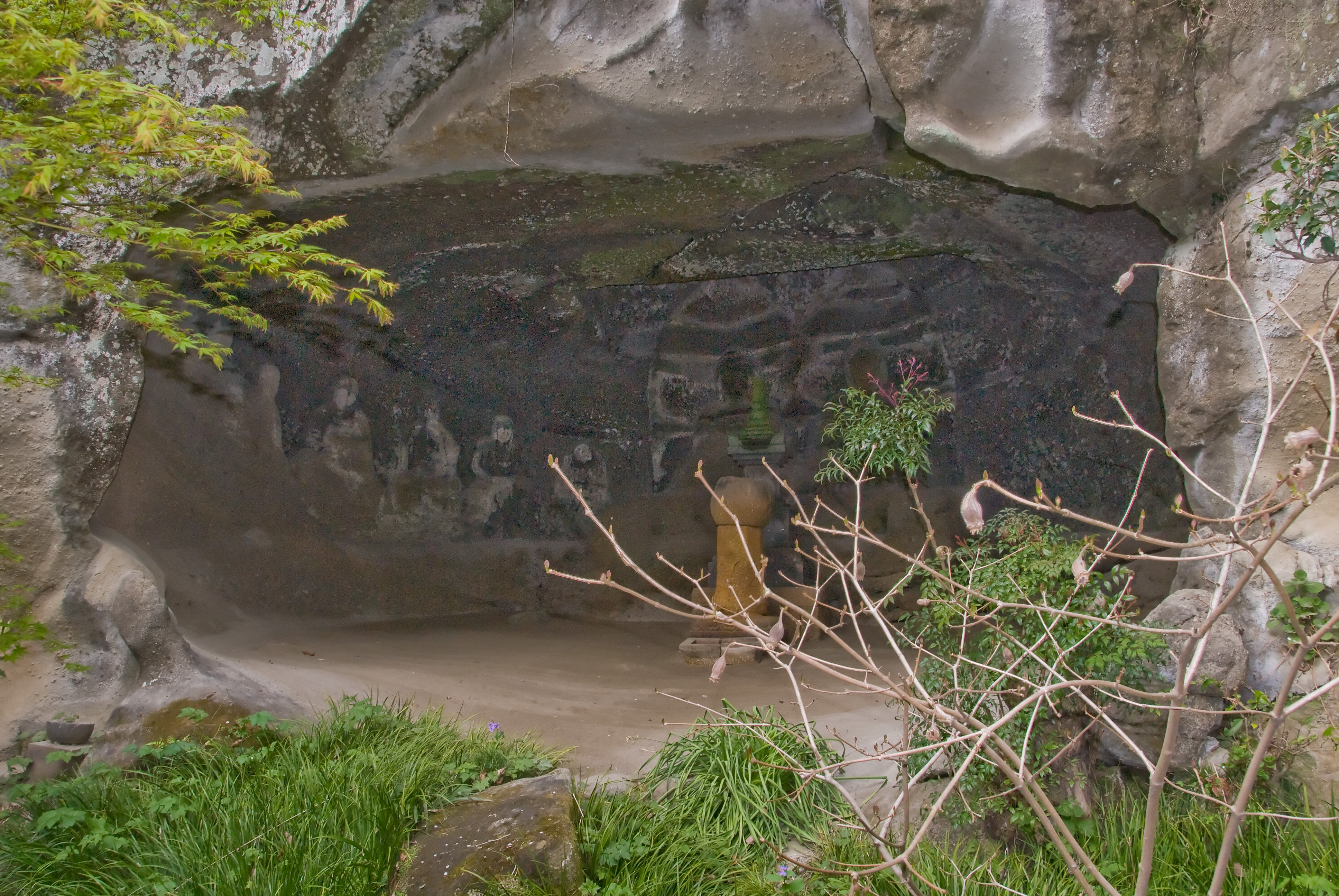
Yagura. Sono visibili le figure dei cosiddetti 16 Arhat

Il Meigetsu-in è stato costruito da Uesugi Norikata del potente clan Uesugi, e il nome stesso deriva dal nome postumo di Norikata (Meigetsu). Secondo i memoriali di 350 anni, originariamente erano solo le stanze degli ospiti di un tempio molto più grande chiamato Zenkō-ji (禅興寺?) che è stato chiuso dal governo durante il periodo Meiji. Zenkō-ji era un tempio di notevole prestigio, essendo uno dei templi Zen Rinzai classificati come (Kantō Jissetsu (関東十刹?), che erano secondi per importanza solo alle cosiddette Cinque Montagne di Kamakura (Kamakura Gozan (鎌倉五山?). Lo Zenkō-ji tuttavia non sopravvisse alla repressione anti-buddista (Haibutsu kishaku) che seguì alla Restaurazione Meiji. Il Meigetsu-in è il proprietario di una famosa statua del XIII secolo di Uesugi Shigefusa, fondatore del clan Uesugi. È vestito con i vestiti pittoreschi dei dignitari del periodo Kamakura. La statua è un tesoro nazionale.

## Punti di interesse

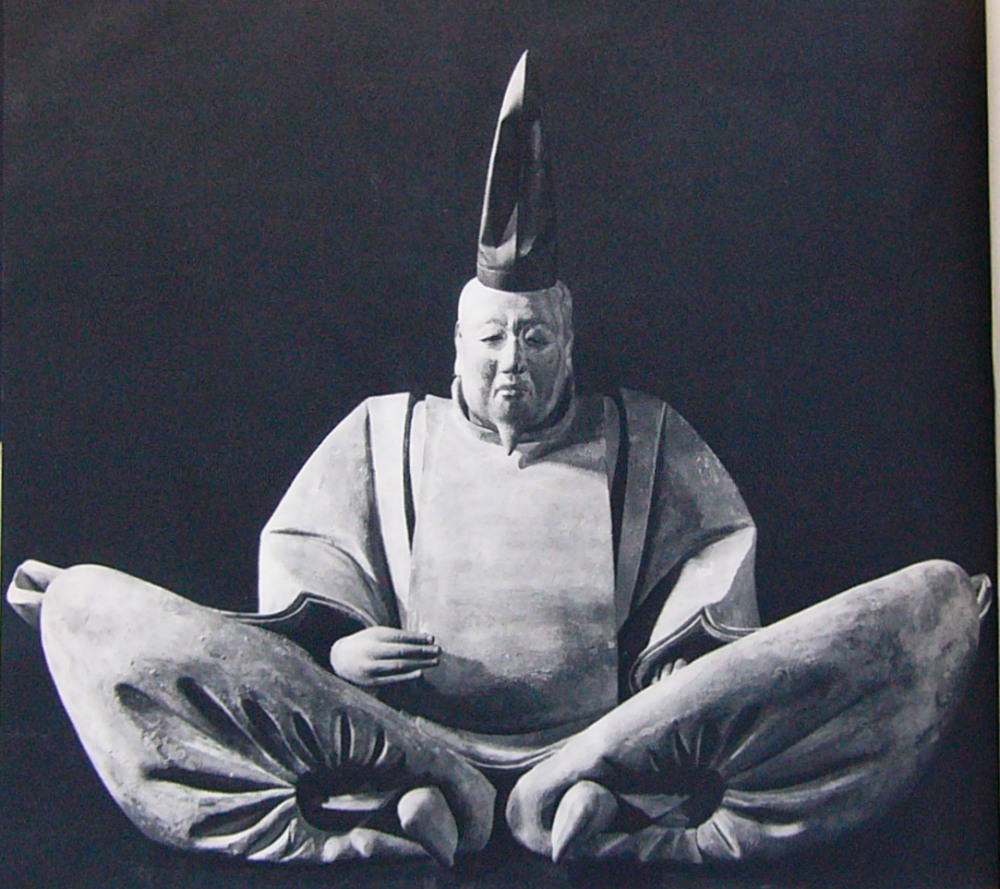
La statua di Uesugi Shigefusa, un tesoro nazionale

- Il tempio stesso con la sua bella finestra rotonda (vedi foto sopra)
- Il giardino del tempio contiene uno dei più famosi Dieci pozzi di Kamakura (鎌倉十の井?), il Kame no I (瓶の井)[1]
- Il karesansui, un giardino di sabbia rastrellata, rocce e piante che rappresentano il leggendario Monte Shumi.
- La grotta yagura scavata sul fianco di una collina è la più grande di Kamakura. Si pensa che la piccola torre al centro sia la tomba di Norikata[1]
- Tomba di Hōjō Tokiyori[1]
- Le ortensie nel giardino. I fiori, per quanto famosi, sono apparentemente solo una recente aggiunta. Secondo quanto riferito, sono stati scelti per la facilità con cui crescono.

## Come arrivare
- Scendete alla stazione Kita-Kamakura della JR Yokosuka Line. Camminate per circa dieci minuti verso Kamakura sul lato sinistro dei binari del treno seguendo le indicazioni. Meigetsu-in si trova in una traversa a sinistra.